# Макарушка Богдан-Андрій

Команда Першого пластового куреня імені Петра Конашевича-Сагайдачного біля Академічної гімназії у Львові, 1921 рік. У центрі сидить Олександр Тисовський, ліворуч від нього Богдан Макарушка, праворуч – Ярема Весоловський. Стоять зліва направо: Володимир Лициняк, Богдан Окпиш, Остап Бартків, Юрій Студинський.

Богдан-Андрій Макарушка (1901, Коломия — 16 листопада 1992, США) — український лікар, пластун, хорунжий УГА, громадський діяч, автор спогадів, наукових праць. Доктор наук. Діяч Українського лікарського товариства (УЛТ) (1930) у Львові.

## Життєпис
Народився в 1901 році в м. Коломия.
Закінчив гімназію у Львові, вивчав медицину в Загребі, Відні, Львові (тут закінчив 1930 року). 
Працював лікарем-урологом (Чортків), потім у шпиталях Львова. 
Емігрував до США. У 1956-61 роках — голова Головної управи Українського Лікарського Товариства Північної Америки.